# Герцегбосанский кантон
Герцегбосанский кантон (хорв. Hercegbosanska županija, серб. Херцегбосански кантон, босн. Hercegbosanski kanton) более известный как Кантон 10 (серб. Кантон 10, босн. Kanton 10) или Ливанский кантон (серб. Ливањски кантон, босн. Livanjski kanton) — один из десяти кантонов Федерации Боснии и Герцеговины, входящей в состав Боснии и Герцеговины.

## Название кантона
На местном уровне кантон именуется Герцегбосанским (хорв. Hercegbosanska županija), однако Конституционный суд Федерации Боснии и Герцеговины признал данное название противоречащим конституции, поскольку оно содержит отсылки к существовавшей во время Боснийской войны Хорватской республике Герцег-Босне. Также кантон известен как Западнобоснийский (босн. Zapadnobosanski kanton) по расположению и Ливенский (транслит. Ливаньски, босн. Livanjski) по административному центру (Ливно).

## География
Кантон расположен в западной части страны, его административным центром является Ливно. Кантон состоит из общин Дрвар, Босанско-Грахово, Гламоч, Купрес, Ливно и Томиславград.

## Население
По итогам переписи населения 2013 года 76,8 % населения кантона составляли хорваты, 12,96 % — сербы, 9,55 % — бошняки. Из шести общин кантона в трёх общинах большинство населения составляют хорваты (Купрес, Ливно и Томиславград), в остальных — сербы (Дрвар, Босанско-Грахово, Гламоч).
| община           | Хорваты | %     | Сербы  | %     | Бошняки | %     | др. | %    | всего  |
| ---------------- | ------- | ----- | ------ | ----- | ------- | ----- | --- | ---- | ------ |
| Босанско-Грахово | 393     | 16,05 | 2.028  | 82,81 | 3       | 0,24  | 25  | 0,90 | 2.449  |
| Дрвар            | 552     | 7,85  | 6.420  | 91,25 | 11      | 0,16  | 53  | 0,74 | 7.036  |
| Гламоч           | 906     | 23,47 | 1.679  | 43,50 | 1.251   | 32,41 | 24  | 0,62 | 3.860  |
| Купрес           | 4.474   | 88,47 | 318    | 6,29  | 255     | 5,04  | 10  | 0,20 | 5.057  |
| Ливно            | 29.273  | 85,76 | 438    | 1,28  | 4.047   | 11,86 | 375 | 1,10 | 34.133 |
| Томиславград     | 29.006  | 91,81 | 22     | 0,07  | 2.467   | 7,81  | 97  | 0,31 | 31.592 |
| итого Кантон     | 64.604  | 76,79 | 10.905 | 12,96 | 8.034   | 9,55  | 584 | 0,70 | 84.127 |

## История
Ливно упоминается уже в иллирийский сутки как центр восточной провинции (Гливно). Во времена Римской империи Ливно был важной административно-военной единицей.
Славянское население в Ливни появилось в 626 году, потом заняли всю территорию Ливнивского уезда, хорватские племена закрепились на этой территории, а Ливно и Томиславград стали важными центрами Королевства Хорватии. В 925 году на территории соседного Дунайского поля был коронован первый правитель хорватов Томислав из рода Трпимировичи.
В Хорватско-Венгерском государстве Ливно продолжало оставаться важным окружным центром.